# Andrei-Sacharow-Brücke
Die Andrei-Sacharow-Brücke (niederländisch Andrej Sacharovbrug) überspannt in der niederländischen Stadt Arnhem den Nederrijn, den nordwestlichen Arm des Rheins im Rhein-Maas-Delta.
Auf der 1987 freigegebenen Spannbetonkonstruktion verläuft der Provinciale Weg N325, der im Norden von Arnhem über das Autobahnkreuz Knooppunt Velperbroek an die A12 (Den Haag–Bundesautobahn 3) und die N348 (Arnhem–Ommen) angeschlossen ist. In südlicher Richtung führt die N325 zunächst nach Nimwegen und ab der Grenze als Bundesstraße 9 nach Kleve.
Das Bauwerk ist offiziell nach dem russischen Kernphysiker, Nobelpreisträger und Dissidenten Andrei Dmitrijewitsch Sacharow benannt. Gelegentlich wird die Brücke auch nach der darauf befindlichen Straße Pleijbrug oder Koningspleijbrug genannt. Diese Bezeichnungen gehen auf das Kleefse Pleij genannte Gebiet an der Abzweigung der IJssel vom Nederrijn zurück. Diese Stelle befindet sich nur etwa 1,5 Kilometer stromaufwärts.
Die Andrei-Sacharow-Brücke ist mit 760 Metern die längste Brücke Arnhems. Die Stützweiten der doppelten Kastenträgerbrücke betragen 37 m + 4 × 49 m + 80,5 m + 133,4 m + 80,5 m + 4 × 49 m + 37 m. Die Strombrücke ruht auf zwei V-förmigen Hauptpfeilern, die fest mit dem Überbau verbunden sind. Das Bauwerk befindet sich bei Kilometer 13,02 der niederländischen Wasserstraße 103 (Pannerdens-Kanal–Nederrijn–Lek) (Rhein-Kilometer 879,90). Die nächste Brücke flussaufwärts ist die etwa 27 Kilometer entfernte Rheinbrücke Emmerich.